# Muháfaza
Muháfaza (arabsky مُحَافَظَة muḥāfaẓat, plurál محافظات muḥāfaẓāt) je název územněsprávní jednotky v řadě arabských zemí. Původní význam tohoto slova je „ochrana“, od slovesa حَافَظَ ḥāfaẓa „chránit“. Nejvyšším představitelem muháfazy je مُحَافِظ muḥāfiẓ „ochránce, guvernér, místodržitel, správce, hejtman“, případně též „starosta“.
Do jazyků bývalých koloniálních mocností se muháfaza tradičně překládá jako guvernorát (francouzsky gouvernorat, anglicky governorate), případně provincie (province). V češtině výraz guvernorát zatím příliš nezdomácněl, objevuje se až v poslední době pod vlivem angličtiny a francouzštiny. Přímý, ale poněkud zastaralý překlad arabského muḥāfaẓat by mohl znít místodržitelství. Není ale důvod, proč tyto územní jednotky nepřeložit do češtiny prostě jako provincie nebo kraj.

## Výskyt
Správní členění na muháfazy se používá v následujících zemích. V Saúdské Arábii jde o jednotku druhé úrovně, v ostatních zemích o jednotku první úrovně. V Libyi jde o historické jednotky, které byly reformou v roce 1983 nahrazeny členěním na baládíje.
- Bahrajn
- Egypt
- Irák
- Jemen
- Jordánsko
- Kuvajt
- Libanon
- Libye (historické)
- Omán
- Palestina
- Saúdská Arábie (druhá úroveň)
- Sýrie